# Humphrey Salwey
Humphrey Salwey (* um 1575; † 1652) war ein englischer Politiker.

## Leben
Humphrey Salwey war der älteste Sohn von Arthur Salwey aus dessen Ehe mit Mary Searle. Er studierte ab November 1590 am Brasenose College der Universität Oxford und erhielt dort am 16. Februar 1593 den Abschluss eines Bachelor of Arts. Im November 1594 wurde er am Inner Temple aufgenommen. 
Am 6. Juli 1630 wurde er mit einer Geldstrafe von 25 £ belegt, da er den Ritterschlag anlässlich der Krönung Karl I. ablehnte. Später wurde er Justice of the Peace für die Grafschaft Worcestershire. Im Oktober 1640 wurde Salwey als Knight of the Shire für Worcestershire ins House of Commons gewählt und nahm als solcher am Langen Parlament teil. Des Weiteren gehörte er der Westminstersynode an. Nach Ausbruch des Englischen Bürgerkriegs wurde er 1643 Kommissar für Sequestrierung für Worcestershire. Am 3. August 1644 ernannte ihn das Parlament zum King’s Remembrancer anstelle des abgesetzten Royalisten Richard Fanshawe, verbunden mit einem Jahresgehalt von 400 £; er hatte dieses Amt bis zu seinem Tod inne. 1645 wurde er Kommissar des Parlaments zur Begleitung der Parlamentsarmee in Schottland.
Am 20. Dezember 1652 wurde er im nördlichen Chorumgang der Westminster Abbey beigesetzt. Nach der Wiederherstellung der Monarchie unter Karl II., wurden Salwey und weitere Anhänger Oliver Cromwells 1661 auf den Friedhof der angrenzenden St Margaret’s Church umgebettet. Seit 1966 erinnert dort eine an den Kirchturm angebrachte Inschrift an ihn und die anderen Umgebetteten.
Salwey heiratete Anne Littleton, die zweite Tochter von Sir Edward Littleton († 1610), Gutsherr von Pillaton Hall in Staffordshire. Aus der Ehe gingen fünf Söhne, unter anderem Edward und Richard Salwey, sowie drei Töchter hervor.